# Criptoanálise da Máquina Enigma

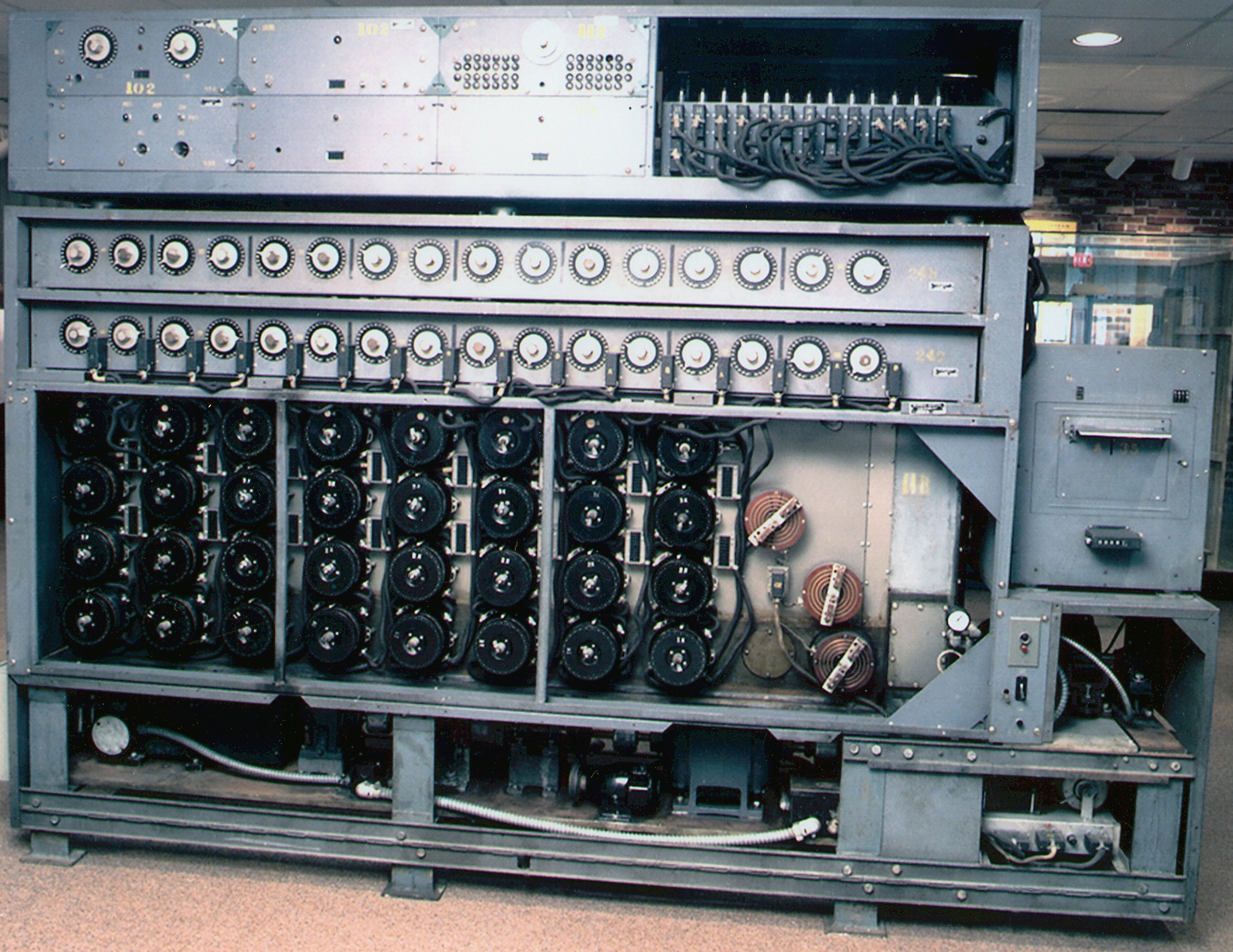
Versão de uma máquina de criptoanálise da Máquina Enigma.

A criptoanálise da Máquina Enigma permitiu que os aliados ocidentais da Segunda Guerra Mundial conseguissem ler quantidades substanciais de comunicações secretas de rádio codificadas feitas pelas potências do Eixo, cifradas utilizando a Máquina Enigma. O feito de conseguir decifrar essas mensagens permitiu ao comandante supremo aliado Dwight D. Eisenhower designar esse resultado como "decisivo" para a vitória dos Aliados.
As máquinas Enigma eram uma família de máquinas de cifra portáteis com rotores. Se tivessem sido seguidos bons procedimentos operacionais, a cifra teria sido inquebrável. No entanto, a maioria das forças armadas alemãs usavam procedimentos pouco robustos e isso permitiu que a cifra fosse quebrada.